# Jade Barbosa

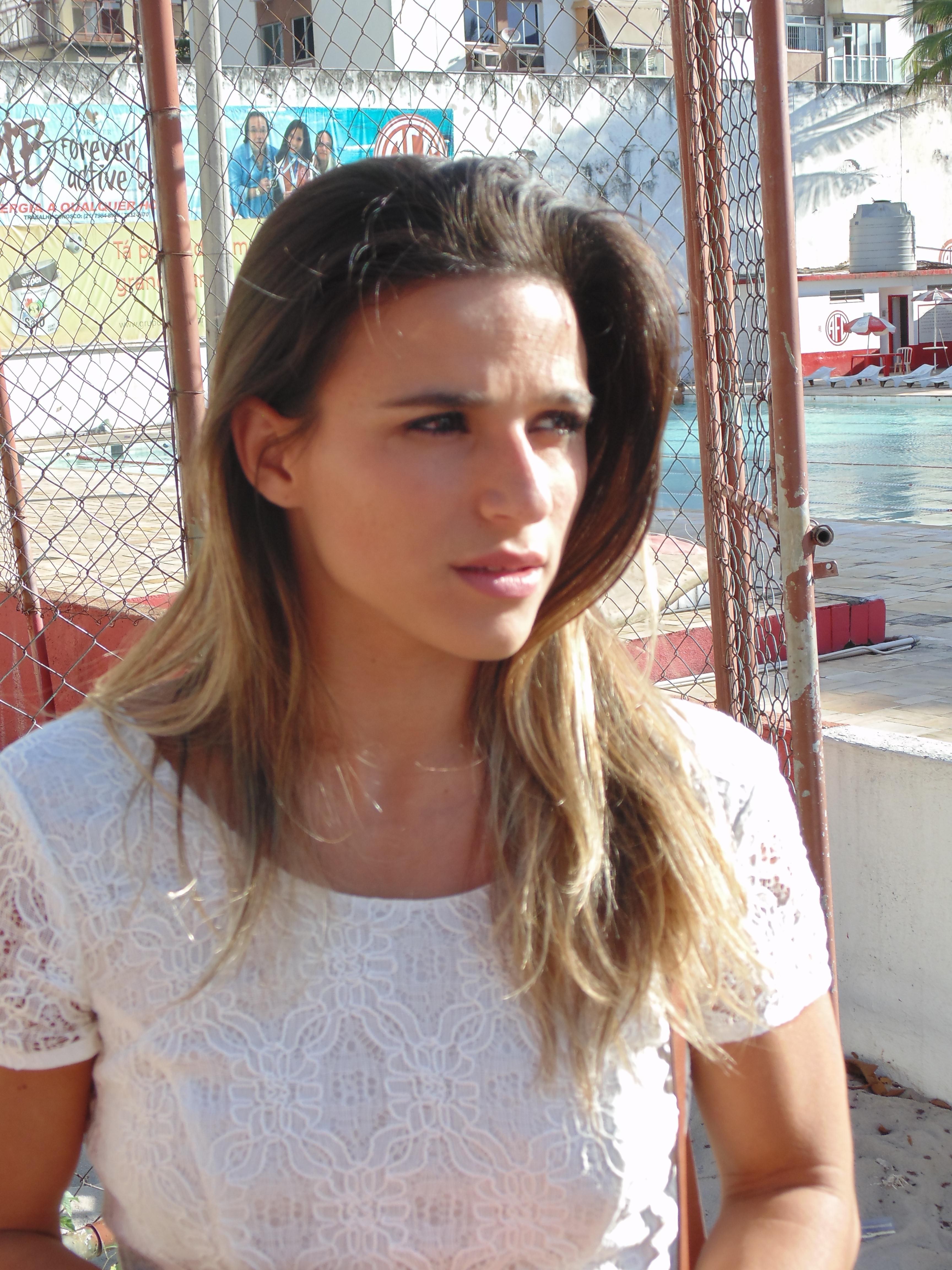
Jade Fernandes Barbosa

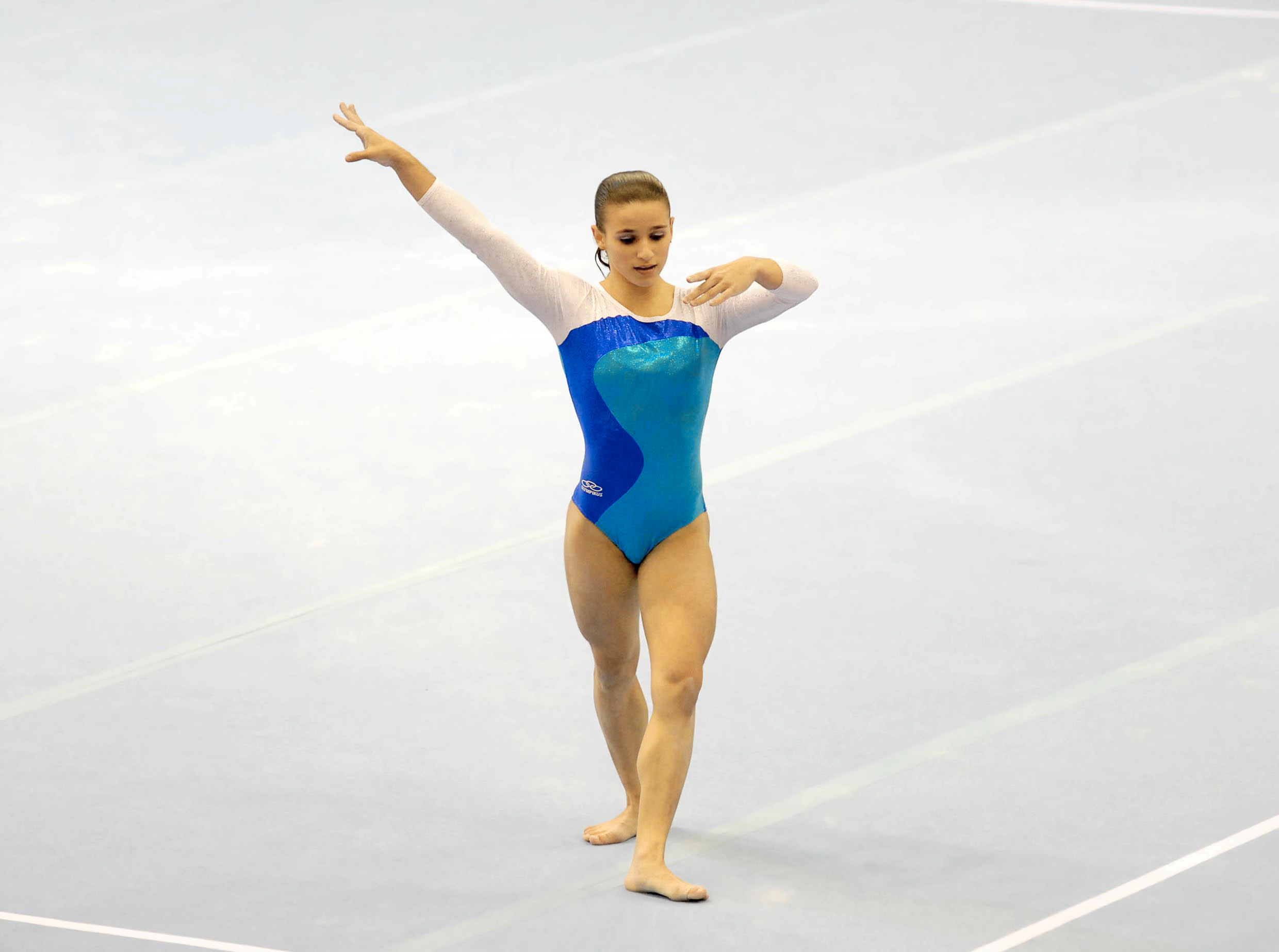
Jade Barbosa (2007)

Jade Fernandes Barbosa (* 1. Juli 1991 in Rio de Janeiro) ist eine brasilianische Turnerin.

## Karriere
Barbosa gewann 2006 die nationalen Juniorenmeisterschaften.
2007 bei den Pan Am Games wurde sie Vierte. Im gleichen Jahr gewann sie bei den Weltmeisterschaften die Bronzemedaille. Im Oktober nahm Jade am Weltcup teil, wo sie zwei Silbermedaillen gewann, eine im Sprung und eine am Boden.
2008 beim Weltcup in Cottbus gewann sie zwei Goldmedaillen, eine beim Sprung und eine fürs Bodenturnen. Im Mai beim Weltcup-Event in Moskau gewann sie die Goldmedaille, die sie sich mit der Russin Anna Pawlowa teilen musste. Bei den Olympischen Spielen in Peking wurde Barbosa Siebte im Sprung und Achte mit der Mannschaft.
2010 wurde sie bei den Weltmeisterschaften in Rotterdam Dritte im Sprung. Im Jahr darauf bei den Weltmeisterschaften in Tokio belegte sie den vierten Platz.
2016 bei den Olympischen Spielen in Rio de Janeiro belegte Barbosa den achten Platz mit der Mannschaft. Bei den Weltmeisterschaften 2018 wurde sie mit der Mannschaft Siebte.
2024 gewann sie an den Olympischen Spielen in Paris die Bronzemedaille im Teamwettkampf, nachdem sie bei den Weltmeisterschaften 2023 Zweite mit der Mannschaft geworden war.